# Howard Rosario Marraro
Howard Rosario Marraro (Regalbuto, 19 agosto 1897 – New York, 25 gennaio 1972) è stato uno storico italiano naturalizzato statunitense.

## Biografia
Originario di Regalbuto, in provincia di Enna, emigrò negli Stati Uniti con la sua famiglia nel 1905, dove fece le scuole elementari. Ritornato in Sicilia per frequentare le scuole medie a Catania (1912-1913), fece nuovamente ritorno in America dove nel 1915 si iscrisse alla Columbia University. Acquisì la cittadinanza statunitense nel 1918, un anno prima di contrarre matrimonio con Helen Haley (1896-1982), da cui nacquero due figli (Helen e Howard William).
Laureatosi in lettere e filosofia, Marraro iniziò la propria docenza nel 1925 come professore di lingua e cultura italiana, che svolse fino al 1965 alla stessa Columbia. Collaborò con l'Institute of International Education (1925-1932) e con il Consolato Generale d'Italia (1932-1940). Nel 1959 gli venne conferita la laurea honoris causa in lettere dall'Università di Bologna.
Nella sua lunga carriera accademica, Marraro si occupò particolarmente delle relazioni culturali e diplomatiche fra Italia e Stati Uniti, della cultura italiana negli Stati Uniti e degli studi americani in Italia, anche dopo il pensionamento. Nel 1961, l'Ambasciata degli Stati Uniti a Roma e il Ministero della Pubblica Istruzione italiano sponsorizzarono una serie di conferenze del professor Marraro in 22 università e istituti italiani di istruzione superiore.
Morì all'età di 74 anni nella sua casa di New York nel 1972. Un anno dopo la sua morte, nel 1973, venne istituito l'Howard R. Marraro Prize, organizzato ogni due anni dalla Modern Language Association, che viene assegnato ad un autore di un eccezionale libro o saggio accademico su qualsiasi fase della letteratura italiana o della letteratura comparata che coinvolga l'italiano.

## Opere
Marraro fu autore di numerosi volumi sulla letteratura italiana, la storia, la cultura e le relazioni con gli Stati Uniti. Ha anche scritto molti articoli su questi argomenti per Current History, il Political Science Quarterly, il Journal of Modern History e altre pubblicazioni.
Tra le i suoi volumi si ricordano: Unpublished american documents on Italys occupation of Rome (1941), Lincoln's Italian volunteers from New York (1943), American opinion on Italy's annexation of Venetia in 1866 (1946), Italians in New York in the Eighteen Fifties (1949), Diplomatic relations between the United States and the Kingdom of the Two Sicilies from 1816 to 1861 (1952), Relazioni fra l'Italia e gli Stati Uniti (1954), L'opinione pubblica americana sulla 'Marcia su Roma' di Garibaldi nel 1862 (1962).